# 约瑟夫·凯里
约瑟夫·凯里（英語：Joseph D. Kelly），美国音频工程师。他曾因电影兰闺惊变提名奥斯卡最佳音响效果奖。

## 部分影视作品
- 兰闺惊变 (1962)[1]